# 捧げ銃

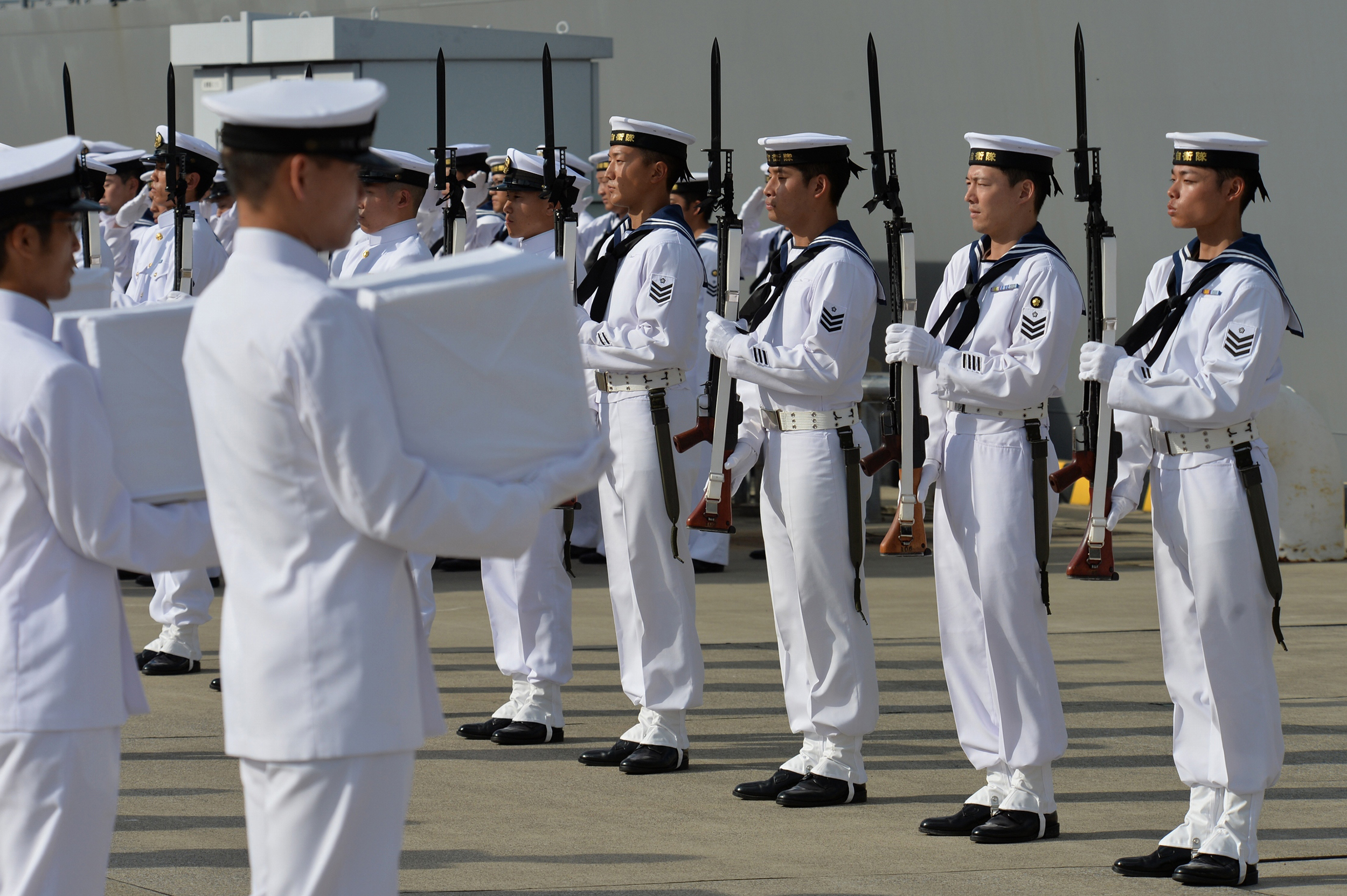
儀じょう隊（海上自衛隊）による、戦没者遺骨への着剣捧げ銃

捧げ銃（ささげつつ、英語: Present arms）は、銃を用いた敬礼の一種。

## 概要
捧げ銃は、18世紀から遅くとも19世紀の間に大英帝国で確立された「Arms to the present!」という号令がもとになっている。
捧げ銃には、主に小銃が用いられ、銃剣を通常装備する軍隊においては儀礼上最高位の敬礼として銃剣を着剣した状態で捧げ銃が行われることもある。

## 主な捧げ銃

### アメリカ
アメリカ軍は以下の手順で捧げ銃を行う。
1.非武装時には通常の敬礼を行う。
2.武装時には左手で銃の中央部を持ちながら上に引き上げて体の中央で構え、右手で銃の下部を持つ。敬礼を捧げる相手に対し、銃の下面を向けて捧げ銃を行う。

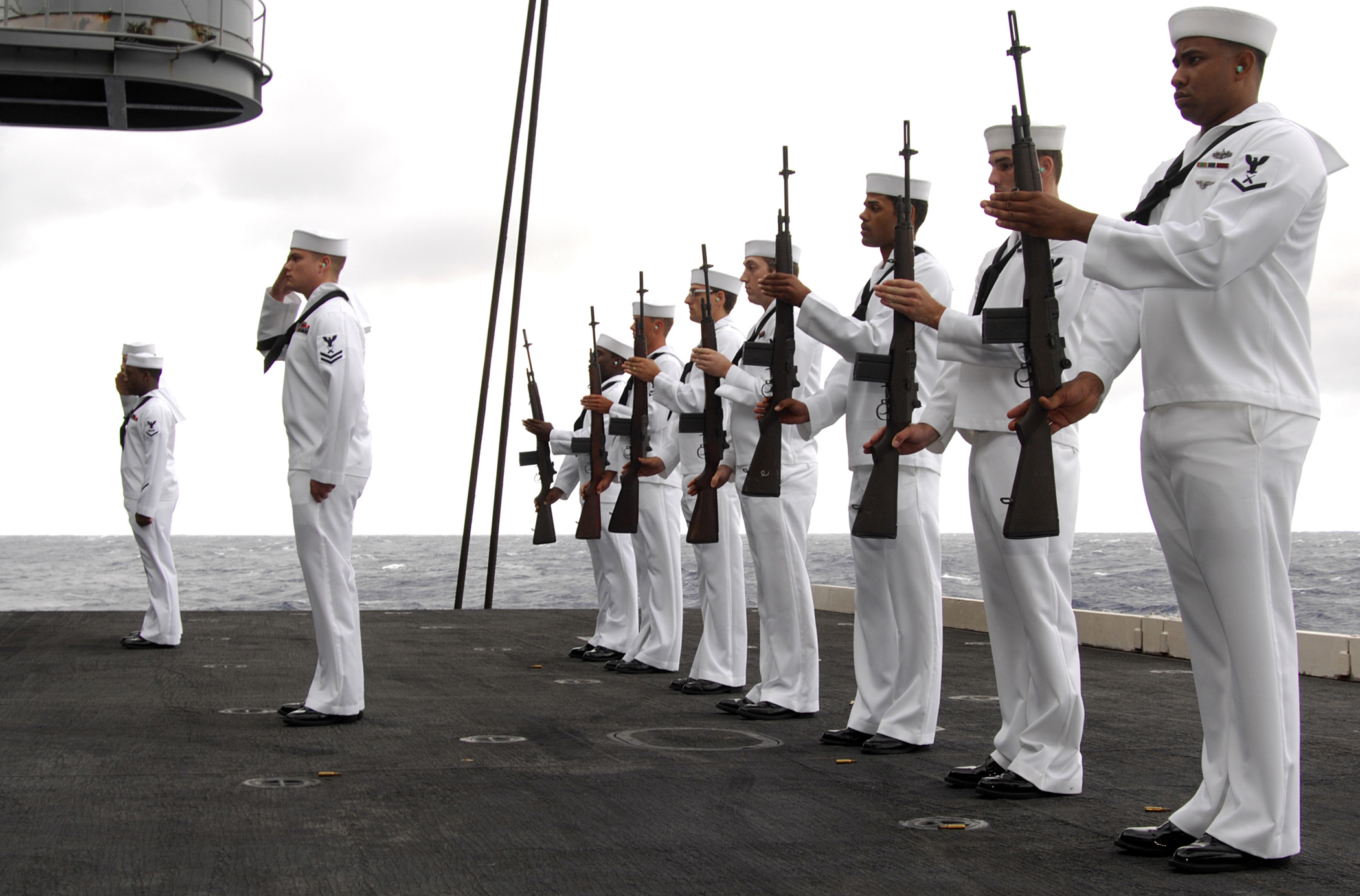
空母「ハリー・S・トルーマン」での水葬時、弔銃を放った後に捧げ銃を行うアメリカ海軍の兵士
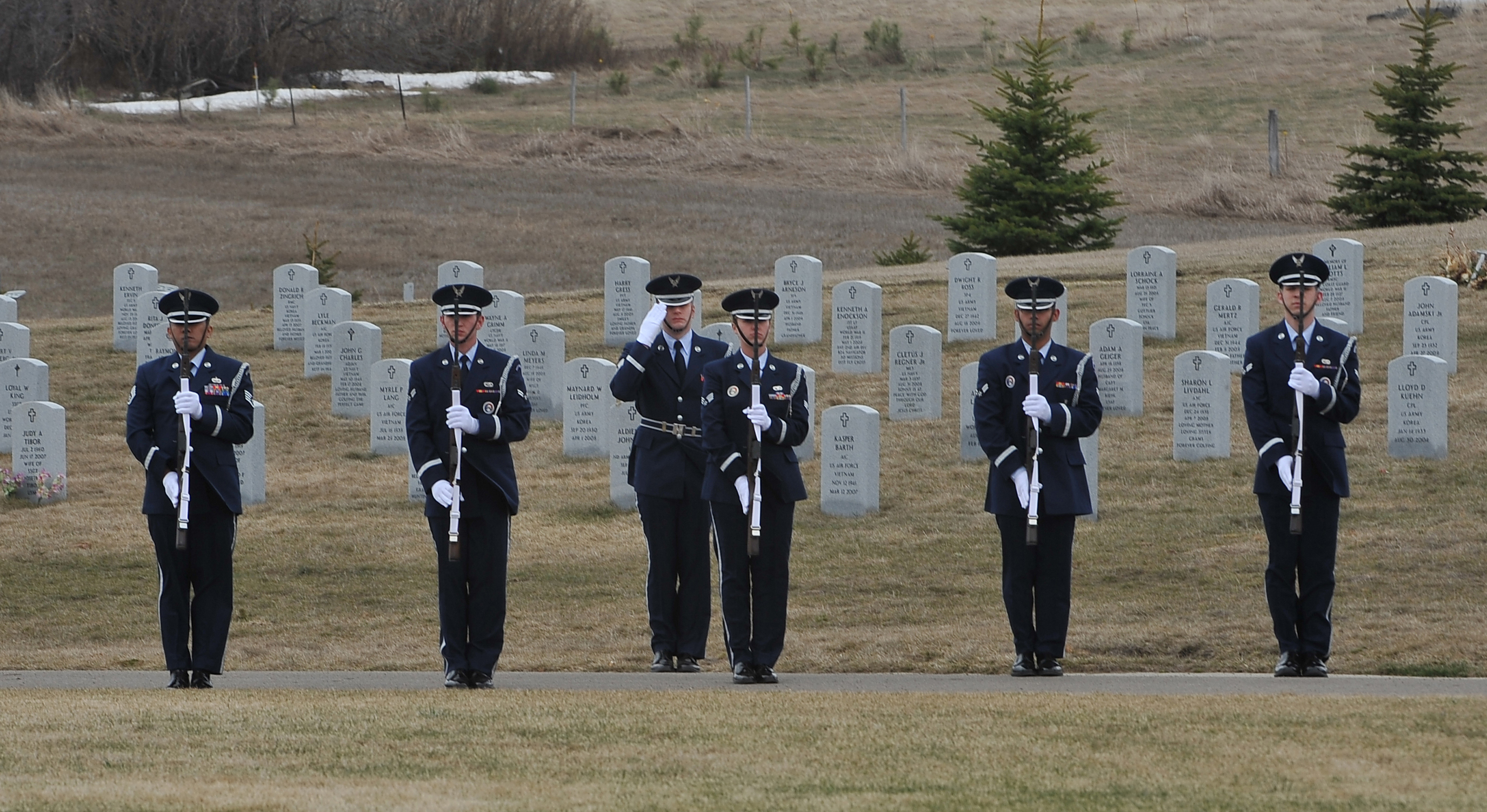
通常の捧げ銃を行うアメリカ空軍儀仗隊
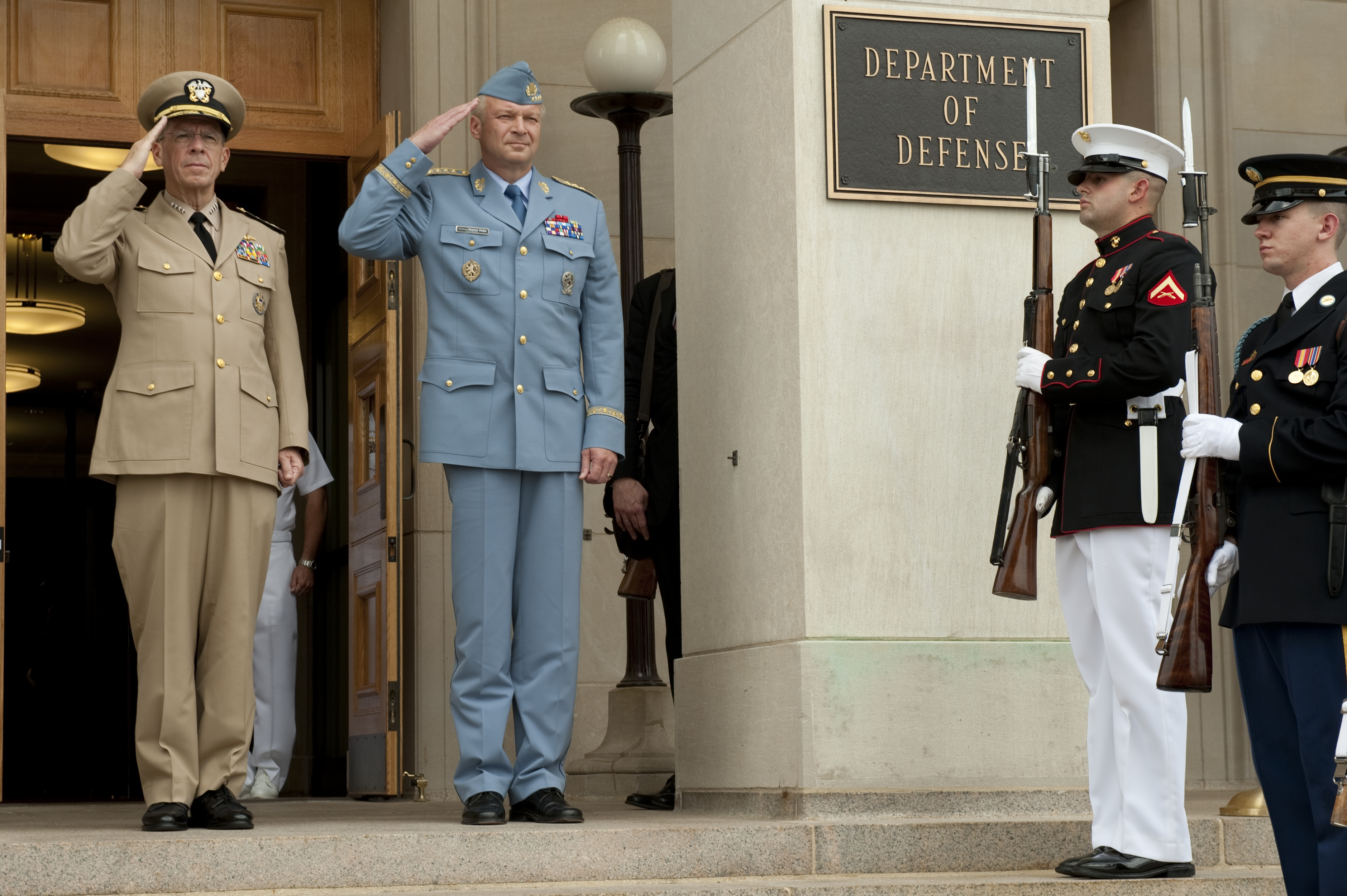
着剣捧げ銃を行う海兵隊と陸軍の儀仗兵

### フランス
フランス軍は以下の手順で捧げ銃を行う。
1.非武装時には通常の敬礼を行う。
2.武装時には捧げ銃を行うが、フランス軍で現在使用されているブルパップ方式のアサルトライフルFA-MASは、通常の「控え銃」においては、負い革を背中に回し、銃口が所持者の左肩になるよう斜めに保持する。捧げ銃を行うときは右手で銃の下部を、左手で銃の中央部を持つので、通常時と捧げ銃では銃の位置に変動は起こらない。

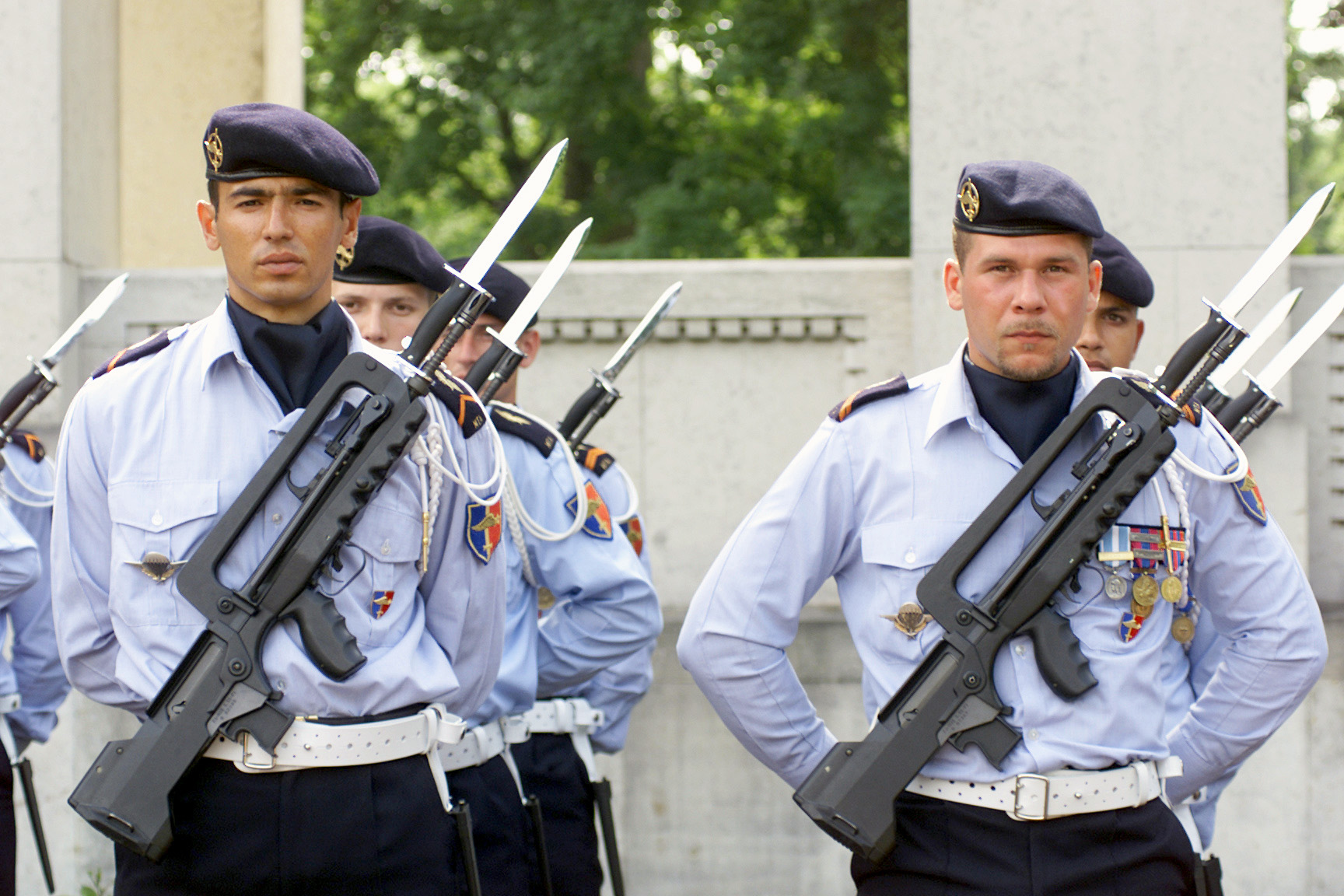
負い革を使ってFA-MASを斜めに保持（控え銃）するフランス空軍兵士
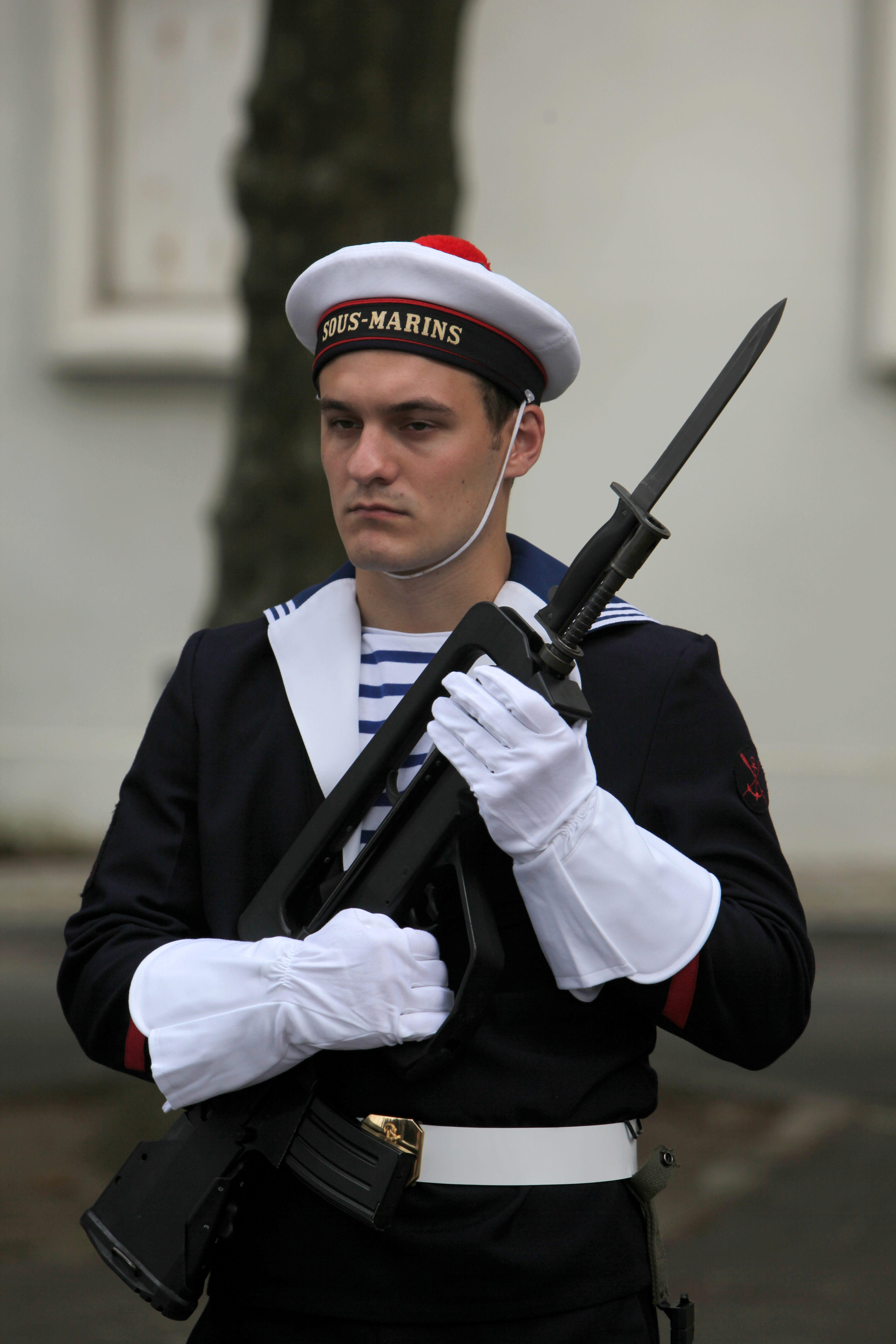
着剣捧げ銃を行うフランス海軍兵士。控え銃のときと銃の位置が変わっておらず、銃を両手で持つことで捧げ銃となる。

### 日本
自衛隊は以下の手順で捧げ銃を行う。
1.非武装時には通常の敬礼を行う。
2.武装時には左手で銃の中央部を持ちながら上に引き上げて体の中央で構え、右手で銃の下部を持つ。

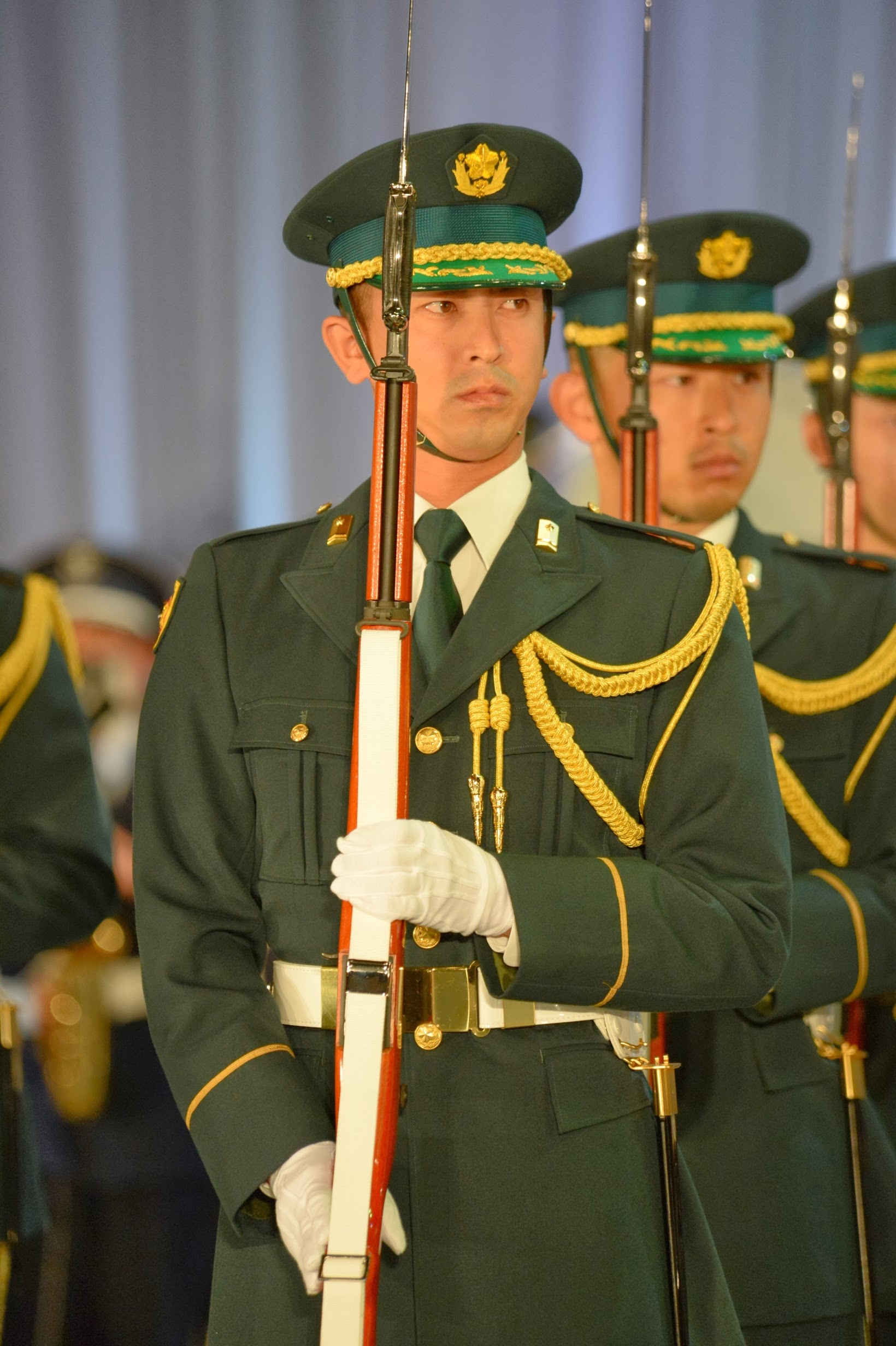
着剣捧げ銃を行う陸上自衛隊の特別儀仗隊
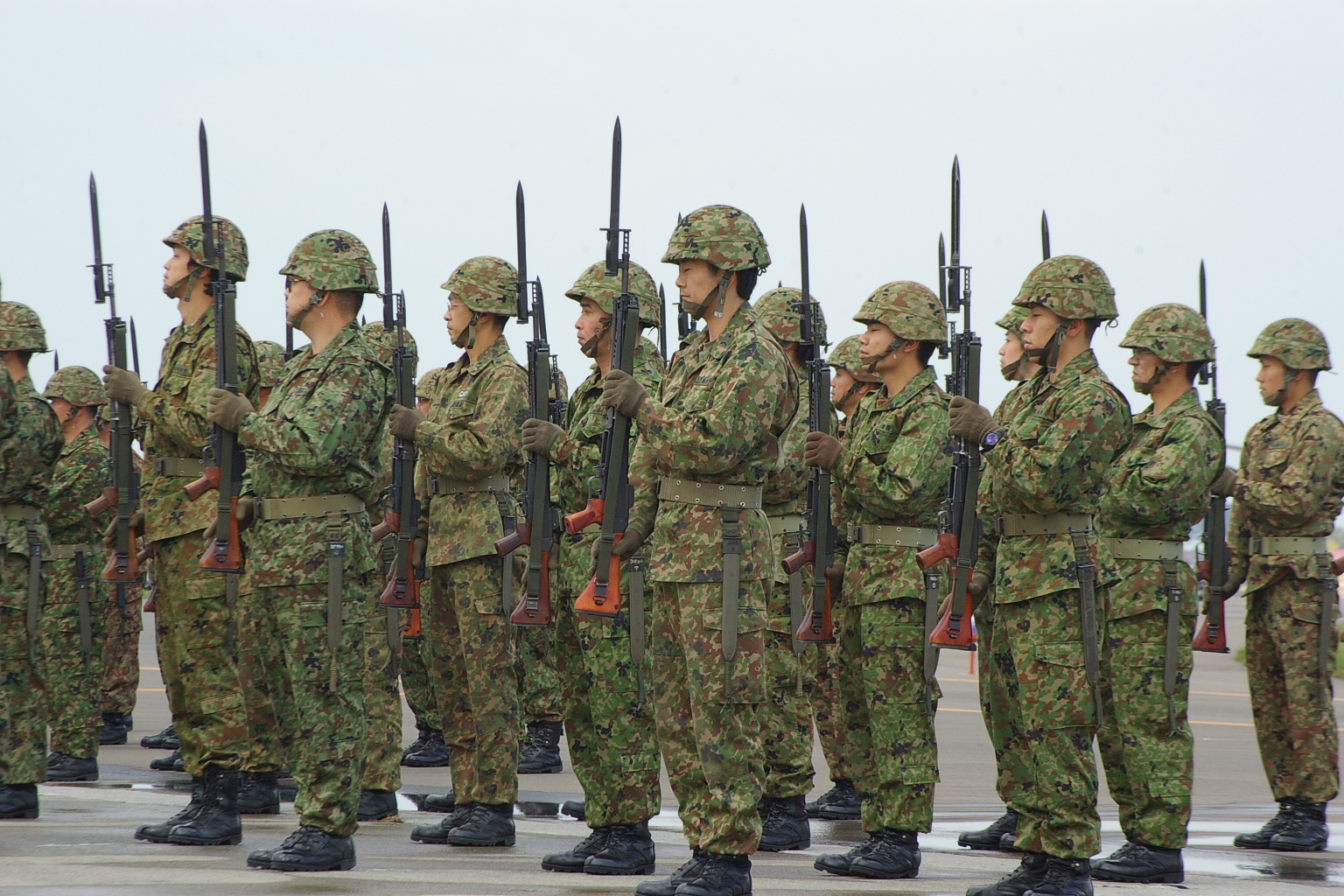
銃剣を用いて捧げ銃を行う陸上自衛官